# Costa v ENEL
A Costa v ENEL-ügy (6/64-es ügyszám) az Európai Bíróság nevezetes ügye volt 1964-ben, melyben kimondták az európai közösségi jog (az európai uniós jog) elsőbbségét a tagállami jogszabályokkal szemben.

## Tényállás
Costa úr olasz állampolgár volt, aki részvényes volt egy olasz áramszolgáltató cégben, az Edisonvoltában, melyet az olasz állam államosított, s mely ellen ő tiltakozott. Az olasz jog szerint kérvényezte kimondatni, hogy a nevére szóló (egyébként kis összegű, 1925 lírás) áramszámlát kiállítani nem az állami szolgáltató ENEL, hanem az Edisonvolta volt jogosult. Álláspontja szerint az államosítás sértette egyrészt a Római Szerződést, másrészt az olasz alkotmányt. Az ügyben elsőként eljáró milánói bíróság az olasz alkotmánybírósághoz, a második az Európai Bírósághoz küldte tovább az ügyet.
AZ olasz alkotmánybíróság 1964 márciusában kimondta, hogy az Európai Gazdasági Közösségnek (EGK, az Európai Unió elődje) valóban joga van bizonyos körben a tagállami szuverenitás korlátozására, azonban továbbra is létezik és elfogadott az úgynevezett lex posterior pretendat legi anteriori / priori elv, mely alapján az 1957-es Római Szerződés olasz jogba épített normái nem érintik az 1962-es (pár évvel később elfogadott) államosítási törvényt, mert a későbbi törvényt kell elfogadni ütközéskor a korábbival szemben.
Ezután az olasz kormány fordult az Európai Bírósághoz azzal, hogy álláspontja szerint nincs lehetősége lefolytatni az előzetes döntéshozatali eljárást, hiszen maga az olasz bíróság sem volt felhatalmazva a nemzeti jogszabály hatályon kívül helyezésére.

## Ítélet
A bíróság ítélete szerint egyedül a Bizottság lenne jogosult a piac torzítása miatt számonkérni az olasz kormányt. Costa úr, mint magánszemély, nem támadhatta volna meg magát a döntést, mert a Római Szerződésnek rá nézve nincs közvetlen hatálya. Ellenben kimondta az alábbiakat is:

„Ellentétben a közönséges nemzetközi szerződésekkel, az EGK Szerződés saját jogrendszert hozott létre, amely a Szerződés hatálybalépésével a tagállamok jogrendszerének integráns részévé vált, amelyet bíróságaik kötelesek alkalmazni.
Azzal, hogy korlátlan időtartamra létrehozták a Közösséget, amelynek saját intézményei, önálló jogi személyisége, nemzetközi jogképessége, és különösen olyan tényleges hatáskörei vannak, amelyek az államok szuverenitásának korlátozásából vagy az államok saját hatásköreinek – bár csak meghatározott területeken – a Közösségre történő átruházásából származnak, egy olyan corpus iuris-t hoztak létre, amely kötelezi mind állampolgáraikat, mind önmagukat.
Szükségszerű következményként a Közösségből, és általánosabban, a Szerződés feltételeiből és szelleméből eredeztetett rendelkezéseknek az egyes tagállamok jogszabályaiba történő integrációja lehetetlenné teszi a tagállamok számára, hogy elsőbbséget adjanak későbbi és egyoldalú intézkedéseiknek az általuk a viszonosság alapján elfogadott jogrendszerrel szemben. Az ilyen – egyoldalú és később hozott – aktus tehát nem lehet ellentétes ezzel a jogrendszerrel. A közösségi jog kikényszeríthetősége nem változhat a később alkotott belső – tehát a tagállam által egyoldalúan létrehozott – jog függvényében tagállamról tagállamra anélkül, hogy ne kerülne veszélybe a Szerződés 5. (2) cikkében foglalt céljainak elérése és hogy ne következne be a 7. cikkben tiltott diszkrimináció. A Közösséget létrehozó Szerződés alapján vállalt kötelezettségek nem lennének feltétel nélküliek, ha azokat az aláírók későbbi törvényhozási aktusai megkérdőjelezhetnék. …
A közösségi jog elsőbbségét megerősíti a 189. cikk, amely szerint a rendelet kötelező és közvetlenül alkalmazandó valamennyi tagállamban. Ez a rendelkezés, amelyhez nem kapcsolódik fenntartás, teljesen értelmetlen lenne, ha egy tagállam későbbi, a közösségi joggal szemben elsőbbséget élvező aktusa egyoldalúan kiolthatná annak hatásait.
A fentiekből mindaz következik, hogy a Szerződésből származó jog, lévén önálló jogforrás, speciális és eredeti jellegéből adódóan nem írható felül tagállami jogszabályi rendelkezésekkel, legyenek azok bármilyen alakban, anélkül hogy a Szerződésből származó jogot ne fosztaná meg közösségi jogi jellegétől, és hogy a Közösség jogi alapja ne kérdőjeleződne meg
Az, hogy az államok belső jogrendszerükből a közösség jogrendszerére ruházták át a Szerződés szerinti jogaikat és kötelezettségeiket, a tagállamok szuverén jogainak állandó korlátozását jelenti, amellyel szemben egy későbbi egyoldalú, a Közösség lényegével összhangban nem álló aktus nem maradhat fenn. …””

## Jelentősége
A bíróság döntése azért volt mérföldkő, mert amellett, hogy kimondta, hogy a lex posterior pretendat legi anteriori / priori elv nem értelmezhető e jogviszonyban, megállapította egyszersmind azt is, hogy ha a tagállami és a közösségi (uniós) jog ütközik, akkor a közösségi jognak van elsőbbsége. A közösségi (uniós) jog önálló jogforrás, amit még a tagállamok sem írhatnak felül.
A szabályt a végül nem ratifikált európai alkotmányba is be akarták foglalni, majd a helyette megkötött lisszaboni szerződésből már kimaradt az uniós jog elsőbbségének deklarálása, azonban általános érvényű jogelvként a mai napig használják.